# Arcade, Veneto
Arcade är en ort och kommun i provinsen Treviso i regionen Veneto i Italien. Kommunen hade 4 532 invånare (2018).